# Поцелуевщина
Поцелуевщина — деревня в Даровском районе Кировской области России. Входит в состав Даровского городского поселения.

## География
Деревня находится в западной части Кировской области, в подзоне южной тайги, на расстоянии приблизительно 5 километров (по прямой) к западу от посёлка городского типа Даровской, административного центра района.
Климат
Климат характеризуется как континентальный, с холодной многоснежной зимой и умеренно тёплым летом. Среднегодовая температура — 1,4 °C. Средняя температура воздуха самого холодного месяца (января) составляет −14,5 °C (абсолютный минимум — −46 °С); самого тёплого месяца (июля) — 18 °C (абсолютный максимум — 36 °С). Безморозный период длится в течение 103—104 дня. Годовое количество атмосферных осадков — 546 мм, из которых 312 мм выпадает в период с мая по сентябрь. Снежный покров держится в течение 155—160 дней.

## Население
| 1926 | 2010 |
| ---- | ---- |
| 71   | ↘0   |